# Éposz Wagner maszkjában
Az Éposz Wagner maszkjában Kassák Lajos 1915 áprilisában Budapesten megjelent első verseskötete. Általában a hazai avantgárd mozgalom nyitó köteteként tartották (tartják) számon.

## Tartalomjegyzék
- Mottó
- Ó, Élet, élet, mi sírunk, mi sírunk, panaszkodunk
- És jő a sötét…
- Zöld szőnyegén…
- Most mi vagyunk az Idő és Tér éber csőszei: katonák!
- Most téged énekellek…
- Brrr… bum…
- Most búvik a csönd…
- Forró, beteg mellén ülnek…
- Zűrös erdőkben…
- Az öregek…
- A végtelen határban…
- Kelet felől…
- A dombra már…

## Címe
A cím első szava megjelöli a műfajt: éposz. Az első világháború lelkesült háborús közhangulatában a költő az íráshoz maszkot ölt fel, erre is utal a második szó. A kérdésre, hogy miért éppen Wagner maszkját választja, visszaemlékezésében a költő maga válaszol: „Valószínű, hogy Wagnernak éppen a külsőségei azok, amik megejtettek. …sok mindenben nem vagyok egy nézeten vele, de mégis ez a forradalmi romantika az, ami érdemessé teszi arra, hogy magam elé emeljem. Ha kilépek ezekkel a versekkel, szükségem van rá, hogy olvasóimat figyelmeztessem a wagneri orkeszterre, kürtök szóljanak, vízesések csobogjanak, és lódobogás vágtasson előttem.” A cím „Wagner maszkja” tehát a hagyományostól eltérő, új és erőteljes formát, megszólalási módot jelzi.

## Mottója
A megújulást a mottó is kiemeli. Kassák Lajos egyik saját versének (Sóhaj a ház küszöbéről) kissé módosított változatát helyezte a kötet elejére. A nyolcsoros mottó utolsó négy sora:
Mert voltam idáig a könnyek igása,
ki szántja szemének a drága körét –
de lettem a dac, ki az égre dörömböl:
megdúlt ige mécsese: tűzteli kín!

## Ismertetése
A mottót nem számítva a kötet tizenhárom verset tartalmaz, közülük csak kettőnek van címe. Ó, Élet, élet, mi sírunk, mi sírunk, panaszkodunk és Most mi vagyunk az Idő és Tér éber csőszei: katonák! Bár címe szerint eposz, a kötetnek nincs elbeszélhető hagyományos cselekménye, az ábrázolt küzdelemnek nincs célja, nincsenek egyénített hősei. „Kassák könyve valójában visszavont eposz. – írja Fehér Erzsébet. – A bujtatott eposzi forma csak átdereng a köteten, alapszerkezetét, hangnemét nem ez, hanem egy sajátos lírai szemlélet szabja meg.” A  mű tehát nem a hagyományos értelemben vett eposz, versformája sem valamilyen kötött forma, hanem szabadvers. De nem volt „hagyományos” maga az első világháború sem, amelynek idején, és amelynek hatása alatt a kötet keletkezett:
Most téged énekellek:
bősz, acélkörmű mester, sorsrendező pán: Háború!
A háborút énekli, de nem élteti; ellenkezőleg. Nem győztes csatákra lelkesítenek a versek: alaphangjuk a megrendülés, tartalmuk burkolt, „Wagner maszkjába” rejtett tiltakozás a háború ellen.
A világ négy sarka most véresre ölelkezik.
Ez a háború „gonosz indulatok tüze”, amit az azzal szembeállított lírai „én, a szelíd gondolatok pásztora” az áldozatokkal együttérezve figyel. Az ágyúk értelmetlen dalt énekelnek,
értelmetlenebbet és bolondítóbbat, mint száz wagneri orchester.
A „kaotikusan vajúdó” (Kosztolányi) sorok között lazán összefűzött eseménysor bontakozik ki. A két verscím az egész kötetet két részre osztja.
A rövidebb I. rész (1–3. vers) a megsejtett, készülődő háború („és vége a dolgos kéz tüzének is”; „pereg már a bánat fürge gyöngye”) és a háborúba induló ember panasza („szép vérszínű virágot könnyeztek a kandi szemű házak”). A II. rész magának a háborúnak „fájdalmas-ironikus eposza”, a műfaj néhány hagyományos szerkezeti elemével (invokáció, enumeráció, stb.). Nincsenek győzelmi lobogók: az első részben még „részeg zászlók cicáztak a széllel”, a másodikban már „a zászlók elmerülnek a sárban.” Még ellenség sincs, csak névtelen katonák vannak, hősi pózok nélkül. Az I. részben még a városon át menetelve „a katonák hetykén mosolyogtak a napban / S a hazáról és elhagyott szeretőjükről daloltak gondtalan.” A II. részben előbb „fáradt, kócos szakállú katonák” vannak; majd „vérükkel áztatják a földet”; a 6. versben már szinte haláltáncot látunk: „a katonák táncolnak a halállal”; a sok vérben már „nem tudnak, csak ölni”; „a földszínű katonák jajongva lopják szegény beteg szívük”; majd „a fáradt, bomlott szemű katonák” újból a városban masíroznak, „s olykor érzik, hogy minden messze, veszve már”.
A II. rész utolsó darabja bizakodó hangú vallomásos vers: „Ez éjszakán sok vágynak lettem viselőse…”. Ez visszautal a 3. vers hasonlóan személyes részére, a rémült éjszakára: „ez az éjszaka kékebbre verte a szám a halálnál”; – de most a lírai én az életörömről énekel, és egy reménykedő, felszabadító kép zárja a kötetet:
s lássam meg én is a kért földi tájat,
hol boldog ember áll a dombon
és fehér zászlaját nevetve lengeti
a bús rokon elé.

## Kritikai fogadtatása, későbbi értékelése
- Veres András írja Művek, pályák, nemzedékek című munkájában (1999): „A magyar avantgárd története 1915-ben kezdődik: ekkor jelent meg Kassák első verseskötete, az Éposz Wagner maszkjában, amely nagy erejű körkép és látomás a háborúban elmerült világról, s Walt Whitman szabadverseivel és a német expresszionisták műveivel mutat rokonságot. Ady állítólag földhöz vágta a neki ajánlott példányt, Babits pedig a futuristák külsőségeinek másolását látta benne.”[6]
- A korabeli folyóiratok közül A Hétben Halasi Andor írt elismerő kritikát. Szalay László, a Magyar Kultúra című folyóirat kritikusa elutasítóan fogadta a könyvet, csupán a „nyugatos” költők paródiájának szerette volna felfogni jelentős alkotás helyett.
- Kosztolányi Dezső a Nyugatban „becsületes és új kísérlet”-nek nevezte a kötetet, „…a versek végtelen, forradalmas, kaotikusan vajúdó, tűzben és füstben tekergő sorai a mai lelket zengetik meg és a szavak, amelyeket mintha felrobbantott volna a világ-katasztrófája, új pályákon keringenek.” Semmi köze a Marinetti-féle futurizmushoz – folytatja Kosztolányi –, „mert jóhiszemű és eredeti”, mert az együttérzés és a szenvedés hangját szólaltatja meg. „Túl minden színpompán és muzsikán valami tiszta komolyság, valami nagy-nagy szeretet vonul végig az egészen… Kassák Lajos könyvének van egy nemes és egyszerű ékszere: a fájdalom.”[7]
- Szabó Dezső örömmel fogadta Kassák új kötetét, bár nem lelkesedett érte. „Önnek egyéb dolgaiban is, ebben is annyi komoly szépséget találtam… De ne vegye rossz néven, hogy amikor a Marinetti-ízű bum-bum pre-préjét olvastam, szerettem volna őszinte nagy szimpátiámmal – jól hátba vágni.” [A Brrr… bum… kezdetű a kötet hatodik verse].

Az Éposz Wagner maszkjában nem csak az első verseskönyv, hanem jelentős változást, sőt Csaplár Ferenc szerint „gyökeres fordulatot hozó kötet” Kassák Lajos költészetében. „Saját mondanivalómhoz, amely velem együtt a kor szörnyű halálvonaglásából és határozott életakarásából serkent, megtaláltam az egyelőre tűrhető formát…” – írta a költő 1915-ben Szabó Dezsőnek.
Később is sokan méltatták és a hazai avantgárd történetének kiemelt jelentőségű alkotásaként értékelték.
„A hagyományos irodalomtörténeti munkák az Éposz Wagner maszkjábant а magyar avantgárd első korszakának (így voltaképpen az egész magyar avantgárdnak is), a futurista-expresszionista szakasznak nyitó köteteként tartják számon.” – írja Ács Tamás 1995-ben. Ám maga a szerző „a magyar lírai modernség és az avantgárd közötti átmenet”-nek, csupán a magyar avantgárd „irodalomtörténeti előfutárának” tekinti a kötet verseit, bár hangsúlyozza, hogy bőven vannak benne „avantgárd felé mutató jegyek”.
Ehhez hasonlóan Suhajda Péter is (2005): „átmeneti jelenségként” jellemzi a kötetet, melynek „hagyományromboló célzata kétségtelen, ám még nem minden részletében képes szembeszállni azzal, és egészében megsemmisíteni azt [a hagyományt]… Az expresszionizmus stílusjegyei (kozmikus képek, váltakozó irányok, szimultaneista képzettársítások) mellett ugyanis első kötetében még jelen vannak a klasszikus modernre jellemző impresszionizmus és szecesszió jellemzői egyaránt.”